# Guerre de Smolensk
Guerre de Smolensk
Batailles
Siège de Smolensk (en)
La guerre de Smolensk est un conflit qui oppose, de 1632 à 1634, la république des Deux Nations à la Russie.
Les hostilités commencent en octobre 1632 lorsque les forces du tsar essayent de reprendre la ville de Smolensk, ancienne possession russe. La faiblesse des engagements militaires n'aboutit qu'à un résultat mitigé pour les deux parties, mais à la suite de la reddition de son armée en février 1634, la Russie accepte de signer le traité de Polanów et cède à la Pologne-Lituanie le contrôle de la région de Smolensk.

## Prélude
Le 19 avril 1632 décède Sigismond III Vasa, roi de Pologne et grand-duc de Lituanie. Bien que la noblesse de Pologne-Lituanie élise rapidement Ladislas IV Vasa pour succéder à son père, les voisins de la République, s'attendent à des retards dans le processus électoral. Le roi de Suède, Gustave II Adolphe, envoie des émissaires en Russie et dans l'Empire ottoman pour proposer une alliance contre la république des Deux Nations.
Celle-ci n'est pas prête à la guerre. Son armée totalise à peine 3 000 hommes ; la garnison de Smolensk compte 500 hommes et les autres garnisons sur les frontières n'ont ni soldats réguliers ni mercenaires, mais seulement 100 à 200 volontaires. Au printemps de 1632, conscient que la Russie se prépare à la guerre, le Sejm (parlement de Pologne-Lituanie) recrute en urgence 4 500 hommes supplémentaires. À la fin du premier semestre, le voïvode de Smolensk, Samuel Drucki-Sokolinski (pl), a à sa disposition 500 bénévoles et 2 500 Cosaques et soldats réguliers. En mai, le Sejm accepte d'augmenter encore le contingent. Mais le grand-hetman, Lew Sapieha, jugeant que les forces armées sont suffisantes et la guerre improbable, s'y oppose. L'hetman de Lituanie, Christophe Radziwiłł recrute néanmoins 2 000 hommes supplémentaires.
Estimant la Pologne-Lituanie affaiblie par la mort de son souverain, la Russie, qui se remet peu à peu du Temps des troubles, attaque unilatéralement la République, sans attendre les Suédois et les Ottomans. Elle espère ainsi reprendre le contrôle de la région de Smolensk, cédée en 1618 à la République en acceptant le traité de Déoulino, qui a mis fin à la dernière guerre russo-polonaise. Depuis, Smolensk est la capitale de la voïvodie de Smolensk, mais elle a souvent été contestée, et a changé plusieurs fois de mains au cours des XVe, XVIe et XVIIe siècles (au cours des guerres russo-lituaniennes). Le patriarche Fédor Romanov, père du tsar Michel Ier, représente le camp anti-polonais à la cour, et est un grand partisan de la guerre. Inspiré par le Zemski sobor (parlement de Russie), il appelle à la vengeance et la récupération des terres perdues.

## Début des hostilités
L'armée russe qui traverse la frontière lituanienne au début d'octobre 1632 est placée sous le commandement de Mikhaïl Chéine (en), qui a déjà précédemment défendu Smolensk pendant le siège de 1609 à 1611 (en). Plusieurs villes et châteaux tombent au fur et à mesure de l'avance russe, et le 28 octobre 1632 commence le siège de Smolensk (en).
L'estimation des forces russes varient alors entre 25 000, 30 000 et 34 500 hommes, accompagnés de 160 pièces d'artillerie. L'armée de Chéine a été considérablement modernisée. Insatisfait de leurs formations d'infanterie traditionnelles (streltsy) équipées de mousquets, les Russes ont demandé à des officiers étrangers de mettre à jour l'équipement et la formation de leurs troupes sur le modèle des troupes d'Europe occidentale, régulièrement composées de dragons, et de reîtres. Huit régiments, totalisant 14 000 à 17 000 hommes, composent l'armée de Chéine.

## Le siège de Smolensk
La garnison de Smolensk placée sous le commandement du voïvode de Smolensk, Aleksander Korwin Gosiewski (en) est composée d'environ 1 600 hommes ayant à leur disposition 170 pièces d'artillerie. Elle peut compter sur l'aide d'environ 1 500 volontaires. Les fortifications de la ville ont été récemment améliorées avec des bastions de style italien.
Chéine construit des lignes de circonvallation autour de la forteresse. Utilisant mines et tunnels, ses forces endommagent une longue section de la muraille de la ville et l'une de ses tours. L'artillerie lourde, essentiellement fabriquée en Europe de l'Ouest, bombarde Smolensk. En décembre 1632, des armes encore plus lourdes arrivent. Au mois de mars suivant, après un intense bombardement d'artillerie, Chéine ordonne l'assaut. Il est repoussé par les défenseurs polonais. Le siège progresse néanmoins. Les fortifications de Smolensk sont érodées, les défenseurs ont subi de lourdes pertes et sont à court d'approvisionnement. En juin, certains soldats commencent à déserter et d'autres parlent de reddition.
Malgré ces difficultés, la ville tient tout au long de l'année 1633, alors que la République, gouvernée par Ladislas IV, nouvellement élu, organise une force de secours. La Diète est informée de l'invasion russe depuis le 30 octobre 1632 et envisage d'envoyer des renforts à partir de novembre. Il faut toutefois attendre le printemps 1633 pour que le Sejm prononce officiellement la déclaration de guerre et autorise le versement de 6,5 millions de zlotys, pour rassembler une armée suffisante.
Composée d'un effectif d'environ 21 500 hommes, l'armée de secours comprendrait 24 compagnies (chorągiew (en)) de Hussards (~ 3 200 chevaux), 27 compagnies de cavalerie légère connu sous le nom de cavalerie cosaque (~ 3 600 chevaux), 10 escadrons de reîtres (~ 1 700 chevaux), 7 régiments de cavalerie lituanienne (Petyhorcy (en)) (~ 780 chevaux), 7 régiments de dragons (~ 2 250 chevaux), et ~ 20 régiments d'infanterie (~ 12 000 hommes), organisés sur le modèle occidental.
Pendant ce temps, le hetman de Lituanie et voïvode de Vilnius, Christophe Radziwiłł et le voïvode Gosiewski établissent un camp à environ 30 kilomètres de Smolensk, d'abord à Orcha, puis Bajów et, plus tard, Krasne. En février 1633, ils ont rassemblé environ 4 500 hommes, dont plus de 2 000 fantassins, et se livrent à des raids sur les arrières des assaillants, perturbant leur logistique. À plusieurs reprises, Radziwiłł réussit à percer les lignes russes pour approvisionner Smolensk et lui apporter un renfort d'environ 1 000 hommes, relevant ainsi le moral des défenseurs.
À l'été 1633, l'armée de secours, dirigée personnellement par Ladislas IV arrive aux environs de Smolensk, atteignant Orcha le 17 août. Jean II, le frère du roi, commande un des régiments. L'armée russe a, elle aussi, reçu des renforts et compte désormais environ 25 000 hommes. Cependant, lorsque les Cosaques de Timothée Orendarenko (ru) arrivent le 17 septembre, les armées de Pologne-Lituanie sont désormais en supériorité numérique. Les derniers arrivés attaquent aussitôt les lignes arrière russes et s'unissent aux unités de Radziwiłł et Gosiewski pour briser les lignes russes.
Les hussards polonais restreignent de façon significative la mobilité des Russes, les forçant à rester dans leurs tranchées, que les troupes de Pologne-Lituanie envahissent progressivement, dans une série d'engagements féroces. Le 28 septembre, les principaux points d'approvisionnement sont pris, et le 4 octobre le siège est rompu.

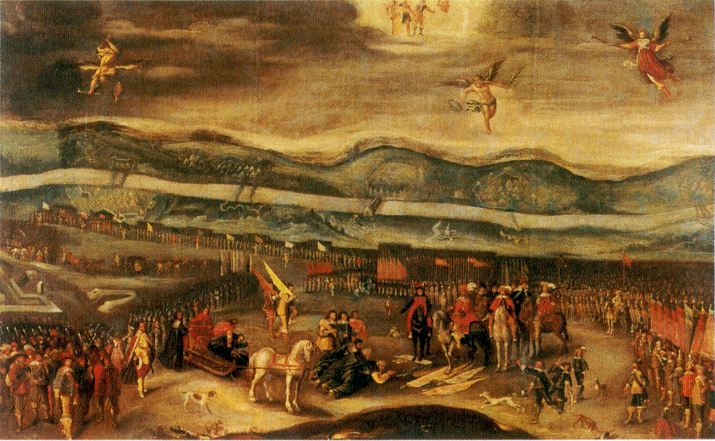
La reddition de Mikhaïl Chéine à Smolensk. (artiste inconnu)

À la mi-octobre, l'armée de Chéine se replie sur son camp principal, qui est à son tour encerclé. Les Russes assiégés attendent vainement des secours, tandis que la cavalerie de la république harcèle leurs arrières.
En janvier 1634, Chéine entame des négociations de reddition, qui durent tous le mois de février. Le 25 février, les Russes acceptent finalement de se rendre et quittent leur camp le 1er mars.
Selon les termes de la capitulation, ils doivent abandonner leur artillerie, mais sont autorisés à conserver leurs bannières. Ils promettent aussi de ne pas engager de combats durant les trois prochains mois. Les forces de Chéine comptent encore environ 12 000 hommes. Plus de 4 000, dont la plupart proviennent de contingents étrangers, changent immédiatement de camp.

## Autres engagements
Plusieurs petites batailles sont livrées autour d'autres villes et forteresses de la région. Les forces russes en ont capturé plusieurs au cours de leur progression. En juillet 1633, les Russes ont pris les villes de Polotsk, Velij, Ousviat (en), et Ozerichtche (en). Polotsk a été le théâtre de combats particulièrement intenses. Cependant, les attaques sur Vitebsk et Mstsislaw ont été repoussées avec succès. Les forces polonaises ont assiégé Poutyvl, mais, en raison de la désertion de leurs alliés cosaques, ils ont été forcés de se retirer.